# 名古屋市営バス野並営業所
名古屋市営バス野並営業所（なごやしえいバスのなみえいぎょうしょ）は、愛知県名古屋市天白区相川にある名古屋市営バスの営業所。最寄のバス停留所は地下鉄鳴子北であり、主に地下鉄鳴子北駅発着、天白区、瑞穂区の路線を担当している。
2000年9月の東海豪雨では水没し、当時12ヶ所存在した名古屋市営バスの営業所で唯一水没車両が発生した（9両廃車）。
2011年3月に名古屋市営地下鉄桜通線の徳重駅までの延伸により、営業所の前には同線の鳴子北駅が建設された。同時に分所化（当初の予定名称は緑営業所鳴子分所）される予定であったが、開業後も分所化はされず結局野並営業所のまま存続することになった。その後、2012年4月1日より名鉄バスに管理委託されている。
また、当営業所は地下鉄鳴子北駅構内にあるため、名古屋市営バスの営業所の中では唯一、車庫内にバスターミナルを併設している。（地下鉄開業前は、現在バスターミナルになっている部分も車庫の一部だった）

## 沿革
- 1974年（昭和49年）3月1日 : 野並自動車運輸事務所として開設。
- 1982年（昭和57年）12月1日 : 野並営業所に改称。
- 2012年（平成24年）4月1日 : 名鉄バスに管理委託開始。[要出典]

## 主担当路線

### 栄20号系統
|    | 起点 | 主な経由地 | 主な経由地 | 主な経由地 | 主な経由地 | 主な経由地 | 主な経由地 | 主な経由地       | 終点         | 副担当 |
| -- | ---- | ---------- | ---------- | ---------- | ---------- | ---------- | ---------- | ---------------- | ------------ | ------ |
| 本 | 栄   | 矢場町     | 丸田町     | 鶴舞公園   | 荒畑       | 塩付通五   | 石川橋     | 瑞穂保健センター | 瑞穂運動場東 | 御器所 |
| 支 | 栄   | 矢場町     | 丸田町     | 鶴舞公園   | 荒畑       | 塩付通五   | 大殿町     | 瑞穂公園         | 新瑞橋       | 御器所 |

当系統は栄と地下鉄瑞穂運動場東駅および新瑞橋駅とを、鶴舞公園前を経由して結ぶ系統である。地下鉄よりかなり時間がかかるため全区間通しの利用はまれである。旧番号は〔58〕。1989年の再編で［支］の終点が新瑞橋に改められるまでは両方とも山下通（現：瑞穂運動場東）行きだった。また、かつては［本］・［支］ともに広路通一で折り返す支線の設定があった。
当初は名古屋駅 - 矢場町 - 鶴舞公園前 - 御器所通 - 檀渓通という路線で、その後、栄 - [本] - 新瑞橋という路線となった。その後、矢場町経由から上前津経由に変更されたが、1984年の再編時に矢場町経由に戻されたのと同時に山下通までに短縮され今のような形になった。
御器所営業所との共管で2010年まで主担当だったが、当営業所の規模縮小事業により全ての便が御器所分所の担当となった。2011年の再編で副担当として再び共管になり、2017年の再編で再び主担当となった。また、1994年 - 1997年の御器所営業所の改修に伴う閉鎖時は浄心営業所が主担当、当営業所が副担当であった。
2018年4月1日より、瑞穂保健所停留所の名称が同市の保健所組織改正に伴う名称変更より、瑞穂保健センター停留所に変更された。
日中は平日が約30分毎に交互運行、土休日の〔本〕は約40分毎、［支］は1 - 2時間に1本程度の運行となっている。かつては［出入］として栄～御器所通の区間便が平日のみ、早朝に栄行き、［本］終了後に御器所通行きがそれぞれ1便設定されていたが、2018年3月のダイヤ改正で廃止された。

### 金山14号系統
|    | 起点 | 主な経由地 | 主な経由地 | 主な経由地 | 主な経由地 | 主な経由地 | 主な経由地 | 主な経由地           | 終点         | 備考                   |
| -- | ---- | ---------- | ---------- | ---------- | ---------- | ---------- | ---------- | -------------------- | ------------ | ---------------------- |
| 本 | 金山 | 高辻       | 桜山       | 博物館     | 瑞穂区役所 | 松栄町     | 清水ケ岡   | 総合リハビリセンター | 瑞穂運動場東 | ノンステップバスで運行 |
| 支 | 金山 | 高辻       | 堀田通五   | 豆田町     | 瑞穂区役所 | 松栄町     | 清水ケ岡   | 総合リハビリセンター | 瑞穂運動場東 | ノンステップバスで運行 |

概要
本系統は、金山と地下鉄総合リハビリセンター駅とを、桜山・瑞穂区役所経由で結ぶ路線である。総合リハビリセンター周辺に転回場が無いため、瑞穂運動場東発着となっている。金山駅-瑞穂区役所間は、市電31号系統（栄町 - 金山橋 - 桜山町 - 新瑞橋 - 笠寺西門）の代替機能も併せ持つ。
2003年に瑞穂運動場東発着となった後は金山 - 瑞穂運動場東を走行する他系統と区別するため方向幕は［本］が「博物館・瑞穂運動場東」または「博物館・金山」、［支］が「豆田町・瑞穂運動場東」または「豆田町・金山」となっている。また、金山バスターミナルでの乗り場は他系統とは異なる（他系統が7番のりばなのに対し本系統は8番のりば）。
本系統は金山 - 桜山を走る他系統とは異なり野並営業所の単独運行であり御器所営業所は運行を担当しない。
沿革
1998年（平成10年）の系統再編前の番号は〔30〕であった。〔30〕の元々の経路は「栄 - （広小路通（愛知県道60号名古屋長久手線）） - 今池 - （環状線（名古屋市道名古屋環状線）） - 桜山 - 清水ヶ岡」であった。
1992年にリフトバスが導入されたときにリフトバス専用の支線として一つ先の福祉健康センター（現：総合リハビリセンター）までの支線が開設された。1994年に清水ヶ岡行きの系統は金山発着に改めたが、総合リハビリセンター（この時に名称を改めた）行きの系統は残り、新たに「金山 - 総合リハビリセンター」（リフトバス運行）の系統を新設した。1998年の再編で金山発着の系統は〔金山14〕、栄発着の系統には〔栄19〕となった。
2003年の名城線環状化時の再編で、〔栄19〕は地下鉄で代替可能として廃止となり、また清水ヶ岡の転回場がこの再編で正式に廃止となったため、瑞穂運動場東まで延長となった。
2011年に堀田通五丁目と瑞穂区役所を結ぶ都市計画道路豆田町線が開通したため、［支］が新設された。
停留所およびダイヤ
平日の昼間は［本］、［支］ともに1時間に1本の運行である。原則30分毎の運行であるが、一部1時間あたり3本の運行となることがあり、その場合は等間隔の運行ではなくなる。
全区間通しの所要時間は、［支］の方が停留所の数が少ないため短い。
毎年3月に「マラソンフェスティバル　ナゴヤ・愛知」が開催される際は日中の［本］は運休となり、［支］は堀田通五で折り返しとなる（〔金山15〕も同様。到着後は名鉄神宮前まで一旦回送される）。

### 金山15号系統
|    | 起点 | 主な経由地 | 主な経由地 | 主な経由地 | 主な経由地   | 主な経由地   | 終点         |
| -- | ---- | ---------- | ---------- | ---------- | ------------ | ------------ | ------------ |
| 本 | 金山 | 熱田プール | 雁道       | 牛巻       | 瑞穂運動場西 | 瑞穂グランド | 瑞穂運動場東 |

概要
当系統は、金山と瑞穂区とを、山手グリーンロード経由で結ぶ路線である。
沿革
1998年（平成10年）の系統再編前の番号は〔119〕であった。1960年代は豊公橋 - 本陣 - 名古屋駅 - 広小路伏見 - 鶴舞公園前 - 市大病院正門(現･桜山) - 山下通(現･瑞穂運動場東) - 清水ヶ岡という路線だったものが、1969年の地下鉄東山線(名古屋 - 中村公園)の延長に伴う再編で豊公橋 - 名古屋駅が短縮。1980年、〔93〕（名古屋駅 - 六反小学校 - 水主町 - 鶴舞公園前 - 博物館）を吸収し経路も広小路伏見経由から六反小学校経由に変更と同時に博物館止まりの支線を設置。1984年初代〔86〕（金山橋(現･金山) - 高辻 - 牛巻 - 山下通 - 清水ヶ岡）の廃止に伴い市大病院正門経由から牛巻経由に変更となって1998年の系統再編を迎えている。（〔名駅18〕も参照）2004年に清水ヶ岡の転回場が正式に廃止となったため、現行の経路になった。
停留所およびダイヤ
平日・土曜・休日とも、昼間は60分毎の運行である。全区間通しの場合地下鉄より所要時間は13〜20分程長いが、料金は30円安い。
その他
多くの系統が経由する高辻を通らず、雁道から熱田プールを経由して高蔵へ出るという経路を取っているのが独特であり、金山（金山南口）を発着する系統で熱田プールへ行くのはこの系統と〔熱田巡回〕のみである。
なお〔119〕時代は那古野営業所が担当、さらに遡れば浄心営業所が担当していた頃もあった。
堀田通五 - 瑞穂運動場西は〔神宮11〕が多数運行されており、本系統はその補完に当たる。多くの客はそちらを利用し、〔金山14〕や〔金山16〕とは異なり利用客の多い高辻や桜山を経由しないため金山から瑞穂運動場東へ向かう系統の中では営業係数が悪い。
2004年10月の名城線環状化前は瑞穂陸上競技場でJリーグ戦が開催される際に本系統を補完する形で金山 - 瑞穂グランドの臨時急行バスが運行されていた（途中無停車）。臨時急行バスは熱田プールを経由せず、桜山（名古屋環状線）経由で運行された。

### 金山16号系統
|    | 起点 | 主な経由地 | 主な経由地 | 主な経由地 | 主な経由地 | 終点         | 副担当 |
| -- | ---- | ---------- | ---------- | ---------- | ---------- | ------------ | ------ |
| 本 | 金山 | 高辻       | 桜山       | 藤成通五   | 市大薬学部 | 瑞穂運動場東 | 御器所 |

概要
当系統は、金山と地下鉄瑞穂運動場東駅とを、桜山・石川橋を経由して結ぶ路線である。時間帯により異なるが、当営業所が担当する便の多くが、〔金山16〕瑞穂運動場東→金山、〔金山11〕金山→池下、〔金山11〕池下→金山、〔金山16〕金山→瑞穂運動場東の順に路線運行される事が多い。本系統と〔金山11〕は桜山交差点を直進するため、市立大学病院停留所は経由しない。〔金山11〕とは異なり、当営業所が主担である。
沿革
1998年（平成10年）の系統再編以前の番号は〔幹線4〕で、さらにその前は〔72〕であった。前身である〔72〕は昭和40年代には島田を経て平針住宅まで運行していたが、1974年に名城線が新瑞橋まで延伸した時の再編で、山下通（現・瑞穂運動場東）までに短縮となった。
1984年に〔72〕、〔77〕（金山 - 星ヶ丘）、〔79〕（池下 - 中根）を統合して〔幹線4〕（金山 - 中根、金山 - 池下）が新設されたが、金山と中根を通し運行するのは1時間に1本程度のみでほとんどの便が山下通までの運行だった。
なお、以前は朝に1本のみ桜山始発の区間便があったが、2016年4月の改正で殆ど同じルートに〔出入庫 (御.金) 〕が設定されたことに伴い廃止となった。
平成30年4月1日より、瑞穂保健所停留所の名称が同市の保健所組織改正に伴う名称変更より、瑞穂保健センター停留所に変更された。
停留所およびダイヤ
平日・土曜・休日とも、昼間は30分毎の運行である。

### 星丘12号系統
|    | 起点   | 主な経由地 | 主な経由地 | 主な経由地 | 主な経由地 | 主な経由地 | 終点       |
| -- | ------ | ---------- | ---------- | ---------- | ---------- | ---------- | ---------- |
| 本 | 星ヶ丘 | 名東本通二 | 西山本通三 | 牧の原     | 植田大久手 | 平成橋     | 地下鉄植田 |

星丘13号系統を参照。〔幹星丘2・本〕とは起終点が同じだが経路が異なる。
バスの行き先表示がLED化されたときは前面はそれぞれの行き先のみの表示であったが、〔幹星丘2・本〕と誤乗が出たせいか経由地が追加され、
「平成橋・地下鉄植田」
という表示に変更された。
平日は毎時2本程度の運行。土休日は本数が減り、毎時1本のみの運行となる。

### 名港16号系統
|    | 起点     | 主な経由地 | 主な経由地 | 主な経由地   | 主な経由地 | 主な経由地 | 終点         |
| -- | -------- | ---------- | ---------- | ------------ | ---------- | ---------- | ------------ |
| 本 | 名古屋港 | 千年       | →→         | 紀左ヱ門橋東 | 薬師通     | 野並       | 地下鉄鳴子北 |
| 本 | 名古屋港 | 千年       | 中京病院   | 紀左ヱ門橋東 | 薬師通     | 野並       | 地下鉄鳴子北 |

当系統は名古屋港と地下鉄鳴子北駅の間を、国道154号・名古屋市道東海橋線（東海通）経由で結んでいる。地下鉄とは異なり新瑞橋や金山を通らずに一直線の経路をとっているため所要時間が短い。
1994年の再編で〔60イ〕（千種駅前 - 仲田 - 広路通1 - 山中 - 八事 - 新瑞橋）と〔34〕（金山 - 高辻 - 市立大学病院（現・桜山） - 新瑞橋 - 地下鉄堀田 - 神宮東門）が廃止された関係で、八事 - 新瑞橋間の路線と新瑞橋 - 地下鉄堀田間の免許を残すために〔86〕（名古屋港 - 呼続大橋 - 地下鉄堀田 - 新瑞橋 - 八事 - 妙見町）が新設される。ただし本数的には区間運転の妙見町 - 新瑞橋のほうが多く、名古屋港まで運行するのは毎時1本程度であった。
1998年の再編で、〔86〕は新瑞橋で分断されることになり東側は〔新瑞11〕、西側は〔名港16〕を名乗ったのだが、西側は大半が〔39〕（神宮東門 - 地下鉄植田）の一部分を結合して野並行きに変更になり、新瑞橋行きは昼間時のみの運行となった。
2001年の再編で新瑞橋行きが廃止、そして2004年の再編で新瑞橋 - 八事日赤病院で地下鉄と完全に競合する〔新瑞11〕も廃止となる。
その後折り返しの都合等で一部の便を除き野並車庫まで延長され、2009年4月の再編ですべての便が野並車庫までの運行となった。
2010年4月の野並営業所規模縮小事業で当営業所から鳴尾営業所の担当となったが、2011年3月より担当が当営業所に戻される。
2011年3月の地下鉄桜通線野並～徳重間開業により、終点のバス停の名前が野並車庫から地下鉄鳴子北に変更されている。このときの再編で、中京病院付近の経路が変更となって地下鉄鳴子北行きも中京病院に停車する予定であったが、生活道路を経由する必要があるためにこの素案は撤回されて従来どおりの経路となった。また、このときの再編で呼続大橋以東の区間で重複していた〔神宮13〕が廃止されたため、そのまま代替路線の役割を担うようになった（呼続大橋 - 地下鉄堀田は〔金山18〕や〔基幹1〕が代替）。
全日とも、ほぼ終日毎時1本の運行である。

### 神宮11号系統
|    | 起点       | 主な経由地 | 主な経由地   | 主な経由地 | 主な経由地 | 主な経由地 | 終点       | 備考         | 副担当 |
| -- | ---------- | ---------- | ------------ | ---------- | ---------- | ---------- | ---------- | ------------ | ------ |
| 本 | 名鉄神宮前 | 牛巻       | 瑞穂運動場西 | 新瑞橋     | 中根       | 島田       | 相生山住宅 |              | 緑     |
| 支 | 名鉄神宮前 | 牛巻       | 瑞穂運動場西 | 新瑞橋     | 中根       | 島田       | 島田一ツ山 |              | 緑     |
| 折 | 新瑞橋     | ---        | ---          | ---        | 中根       | 島田       | 島田一ツ山 | 平日朝夕のみ | 緑     |

概要
当系統は、神宮前と天白区八事・島田の各地区を、新瑞橋経由で結ぶ路線である。系統番号に「神宮」が入る系統で、唯一神宮前駅東口である名鉄神宮前発着である。また、現在新瑞橋を始終着とせず途中停留所とする唯一の系統である。
沿革
1998年（平成10年）の系統再編前の番号は〔61〕であった。かつては折り返しの都合上野並車庫（現・地下鉄鳴子北）まで運行されていた（〔幹原1〕との誤乗を避けるためか2000年の再編で相生山住宅までに区間短縮）。名鉄神宮前ではなく神宮東門（神宮前駅西口）を起点としていた時期もあった。2011年3月までは［本］の区間便にあたる新瑞橋 - 相生山住宅という路線もあった。
2021年4月2日より主担当の当営業所に加えて、副担当として緑営業所が運行に加わった。
ダイヤおよび停留所
平日・土曜・休日とも、［本］が1時間あたり1本程度、［支］が1時間あたり2本程度であり、西入町までは約20分間隔で運行している。新瑞橋 - 島田間は緑営業所担当の〔幹新瑞1〕も走っており、同系統を補完している。
［折］は平日の朝夕に設定がある。平日朝７時台は、［支］と［折］が概ね5〜10分ほどの間隔で交互に運転される。
また、本系統は緑営業所でも運行を担当している。2015年4月の再編で運行から一度撤退したが2021年4月の再編で復帰した。
毎年3月の「マラソンフェスティバル　ナゴヤ・愛知」開催時は日中に［本］と［支］の名鉄神宮前 - 新瑞橋が運休となり、当該時間帯は全便が新瑞橋で折り返しとなる（新瑞橋発のみ新郊通三・野並住宅経由で迂回運行、〔幹新瑞1〕も同様）。事実上この日のみかつての区間便が復活する形にもなっている。
神宮東門を発着する各系統とは異なり、正月三が日も特別ダイヤとはならず通常の休日ダイヤで運行される（名駅18も同様）。

### 新瑞15号系統
|    | 起点   | 主な経由地 | 主な経由地 | 主な経由地 | 主な経由地 | 終点         |
| -- | ------ | ---------- | ---------- | ---------- | ---------- | ------------ |
| 本 | 新瑞橋 | 新郊通三   | 野並住宅   | 中坪町     | 野並       | 地下鉄鳴子北 |

幹原1号系統を参照。
なお、分割時に従来の北沢経由を中坪町経由に変更している。
日中の運行本数は毎時1本程度（朝ラッシュは増便）。全区間の所要時間は地下鉄よりやや長いが料金は30円安い。〔栄20・支〕の出入庫という役割も持つ。また、〔瑞穂巡回〕の出入庫として一部中型バスでも運行される。
2011年の再編まで途中の野並住宅停は折り返し機能も備えた大規模なバス停だったが、この再編でここを発着していた〔野並12〕・〔野並14〕・〔野並15〕の起点が変更され、現在当停留所を経由するのはこの系統のみである。

### 八事12号系統

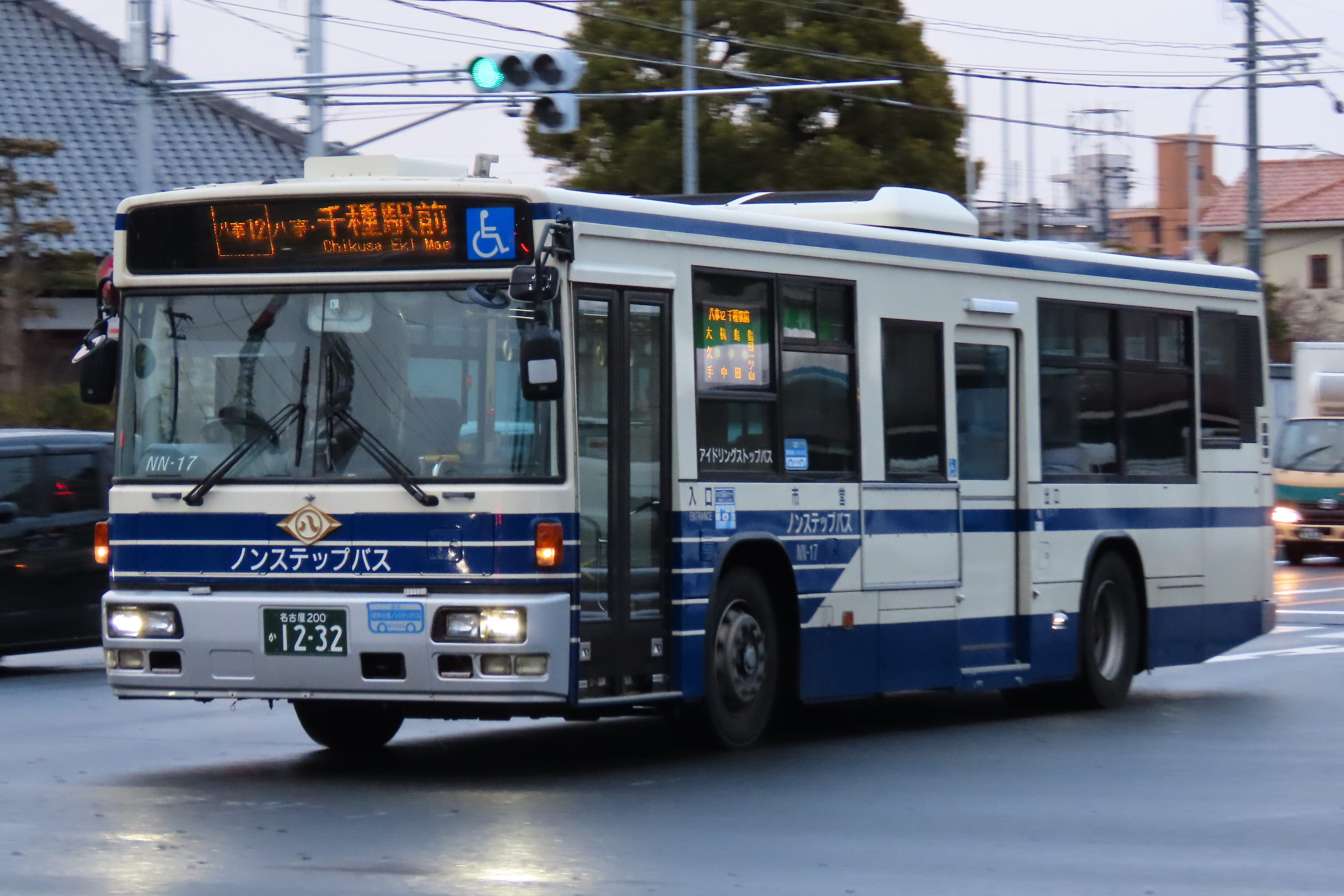
島田交差点を直進する八事12系統千種駅前行きのNN-17号車(廃車済)。

|    | 起点     | 主な経由地 | 主な経由地 | 主な経由地 | 主な経由地 | 主な経由地 | 主な経由地 | 主な経由地 | 主な経由地 | 主な経由地   | 終点       |
| -- | -------- | ---------- | ---------- | ---------- | ---------- | ---------- | ---------- | ---------- | ---------- | ------------ | ---------- |
| 本 | 千種駅前 | 今池       | 大久手     | 川原通     | 杁中       | 八事       | 表山一     | 昭和高校前 | 島田橋     | 一ツ山住宅口 | 島田一ツ山 |
| 折 | 杁中     | ---        | ---        | ---        | ---        | 八事       | 表山一     | 昭和高校前 | 島田橋     | 一ツ山住宅口 | 島田一ツ山 |

概要
当系統は、千種駅・今池と天白区八事・島田の各地区を、飯田街道（国道153号）経由で運行する路線である。市電60号系統（名古屋駅 - 笹島町 - 栄町 - 新栄町 - 千種駅 - 今池 - 安田車庫 - 八事）の代替機能も併せ持つ。
沿革
1998年（平成10年）の系統再編前の番号は〔60〕であった。1998年-2004年の番号は〔千種15〕であり、この時期は［折］は設定されていなかった。
1998年の系統再編以前は緑営業所の担当路線であった（野並は副担当）。なお、〔60〕時代は千種駅前 - 今池 - 仲田 - 広路通1 - 八事 - 山下通 - 新瑞橋という経路の支線があったが、1994年の再編で廃止された。
停留所およびダイヤ
［本］は平日・土曜・休日とも、昼間は30分毎の運行である。［折］は、平日朝夕のみの運行である。
かつて1960年代頃は、名古屋駅まで運行されていた。

### 植田11号系統
|    | 起点       | 主な経由地 | 主な経由地 | 主な経由地 | 主な経由地 | 主な経由地 | 終点         |
| -- | ---------- | ---------- | ---------- | ---------- | ---------- | ---------- | ------------ |
| 本 | 地下鉄植田 | 島田       | 天白町菅田 | 野並       | 鳴海山下   | 池上       | 地下鉄鳴子北 |
| 出 | 野並       | 北沢       | 天白町菅田 | 島田       | 西浦       | →          | 地下鉄植田   |

この系統は地下鉄植田駅と地下鉄鳴子北駅の間を地下鉄野並駅・池上経由で結ぶ路線である。もともとは〔39〕（神宮東門 - 野並 - 地下鉄植田、運行開始当初は市役所 - 神宮東門 - 天白町菅田）の出入庫線という扱いだったが、1998年の再編で本線が廃止されこの部分だけが残った。
2011年3月の再編で廃止された〔野並13〕（野並 - 鳴海山下 - 滝の水公園 - 大清水）を補完するため鳴海山下、池上経由となった。時間帯によっては池上、古鳴海、野並、島田付近で渋滞があるため定時運行ができない便もある。
運行本数は毎時1本程度。全便ノンステップバスで運行。［出］は野並平日6:15・土日休6:16地下鉄植田行きの1本のみ運行（地下鉄鳴子北 → 野並は回送）。後述の〔鳴子11〕とは島田以南の経路が異なるため、方向幕には「野並・地下鉄植田」または「野並・地下鉄鳴子北」と表示される。後述の〔鳴子11〕同様、〔植田12〕並びに〔天白巡回〕の出入庫も兼ねており、一部の便が中型バスで運転される。

### 植田12号系統
|          | 起点       | 主な経由地 | 主な経由地 | 主な経由地         | 主な経由地 | 主な経由地 | 主な経由地 | 主な経由地 | 主な経由地 | 主な経由地 | 主な経由地 | 終点       | 備考                                          |
| -------- | ---------- | ---------- | ---------- | ------------------ | ---------- | ---------- | ---------- | ---------- | ---------- | ---------- | ---------- | ---------- | --------------------------------------------- |
| 本       | 地下鉄植田 | 西浦       | 元八事四   | ---                | 塩釜口     | 北大坪     | 植田山住宅 | 植田寮     | 焼山       | 植田一本松 | 樋入       | 地下鉄植田 | 左右回り（→が右回り） 大回り・内小回りは→のみ |
| 大回り   | 地下鉄植田 | 西浦       | 元八事四   | 天白図書館（巡回） | 塩釜口     | 北大坪     | 植田山住宅 | 植田寮     | 焼山       | 植田一本松 | 樋入       | 地下鉄植田 | 左右回り（→が右回り） 大回り・内小回りは→のみ |
| 小回り   | 地下鉄植田 | ---        | ---        | ---                | 塩釜口     | 北大坪     | 植田山住宅 | 植田寮     | 焼山       | 植田一本松 | 樋入       | 地下鉄植田 | 左右回り（→が右回り） 大回り・内小回りは→のみ |
| 内小回り | 地下鉄植田 | ---        | ---        | ---                | 塩釜口     | 北大坪     | ---        | ---        | ---        | 植田一本松 | 樋入       | 地下鉄植田 | 左右回り（→が右回り） 大回り・内小回りは→のみ |

2004年までの〔天白区〕である。この系統は塩釜口 - 焼山橋で住宅地の狭隘な道を走るために、1994年の再編で中型車を本格的に導入するまでマイクロバス（いすゞ・ジャーニー）で運行していた時代があった。
〔天白巡回〕と路線を一部共有しているため日中はそちらの系統で運転される。なお、この系統の運行状況は次の表にまとめることができる。
| 平日       | 大回り | 本     | 小回り | 内小回り |
| ---------- | ------ | ------ | ------ | -------- |
| 朝         | 右回り | 運休   | 左回り | 運休     |
| 夕方       | 運休   | 運休   | 右回り | 右回り   |
| 土曜日     | 大回り | 本     | 小回り | 内小回り |
| 朝         | 運休   | 運休   | 左回り | 運休     |
| 夕方       | 運休   | 運休   | 右回り | 右回り   |
| 日曜・祝日 | 大回り | 本     | 小回り | 内小回り |
| 朝         | 運休   | 両回り | 運休   | 運休     |
| 夕方       | 運休   | 運休   | 両回り | 運休     |

左内小回りは［天白区］の時代から2011年の再編までは設定があったが現在全く設定がない。また、土曜日は朝は左回り、夕方 - 夜は右回りしか運行されない。
また、2016年に大回りが設定されるまで一番外側の経路だった〔本〕は「左回り（右回り）」という表示が使われている。
大回りは、平日ダイヤで地下鉄植田8:05発の「右大まわり」のみ運行されている。平日それ以外の時間帯や、土休日の運行はない。

### 鳴子11号系統
|    | 起点         | 主な経由地 | 主な経由地 | 主な経由地   | 主な経由地 | 終点       |
| -- | ------------ | ---------- | ---------- | ------------ | ---------- | ---------- |
| 本 | 地下鉄鳴子北 | 相生山住宅 | 山根町     | 一ツ山住宅口 | 島田       | 地下鉄植田 |

概要
当系統は、地下鉄鳴子北駅と地下鉄植田駅とを相生山住宅・一ツ山住宅口経由で結ぶ路線である。〔植田11〕とは島田以南の経路が異なる。
沿革
1998年（平成10年）の系統再編前の番号は〔63〕である。
〔63〕（地下鉄植田 - 星崎）は当系統と現在の〔鳴子15〕に当たる区間とを一体的に運行していた系統で、その〔63〕の出入庫系統（地下鉄植田 - 野並車庫）を野並まで延長する形で1994年に新設された支線がこの系統の前身であり、1998年の再編で〔野並11〕となった。
2011年3月の再編で、野並 -　野並車庫（現・地下鉄鳴子北）が短縮され、結果的には先祖がえりした格好になっている。
なお、2011年の再編まで〔63〕および〔野並11〕には野並 - 島田一ツ山という支線があったが、これは1994年に〔44〕の支線（新瑞橋 - 相生山住宅）が廃止になるのを受けて設けられたものだった。現在支線は地下鉄相生山方面に経路を変更し、〔幹原1〕の一部区間となっている。また、再編前は出庫の関係上相生山（現・相川一丁目）を起点とする便もあったが、地下鉄鳴子北発着に統一された。
〔植田12〕及び〔天白巡回〕の出入庫としての役割もあり、中型バスで運用される便が存在する。
停留所およびダイヤ
〔植田11〕より本数が多く、平日・土曜・休日とも日中は30分毎の運行となっている。また地下鉄とは異なり御器所、新瑞橋を経由しないショートカットの経路となっており所要時間も若干短いため利用者は比較的多い。

### 鳴子12号系統
|    | 起点         | 主な経由地 | 主な経由地 | 主な経由地     | 主な経由地 | 主な経由地 | 終点 |
| -- | ------------ | ---------- | ---------- | -------------- | ---------- | ---------- | ---- |
| 本 | 地下鉄鳴子北 | 鳴子住宅   | 滝の水公園 | 緑保健センター | 若田       | 尾崎山     | 太子 |

1998年の再編でそれまでの〔75〕（野並住宅 - 野並 - 相川二 -　石神堂（現・緑保健センター） - 諸ノ木）を野並 - 太子へと経路変更し〔野並16〕となったものが、2011年の再編で野並 - 野並車庫（現･地下鉄鳴子北）を短縮、合わせて相川二経由を鳴子住宅経由に変更し現行の経路となった。
途中の敷田北バス停は中京競馬場付近にある。終点の太子バス停からは名鉄名古屋本線の中京競馬場前駅が近い。
運行本数は毎時1本程度。また、当系統は路線の大部分が緑区であるが当営業所のみが担当しており緑営業所や鳴尾営業所は運行を担当しない。
平成30年4月1日より緑保健所停留所の名称が同市の保健所組織改正に伴う名称変更より、緑保健センター停留所に変更された。

### 天白巡回系統
|    | 起点       | 主な経由地         | 主な経由地 | 主な経由地 | 主な経由地 | 主な経由地 | 主な経由地 | 主な経由地   | 終点       | 備考                   |
| -- | ---------- | ------------------ | ---------- | ---------- | ---------- | ---------- | ---------- | ------------ | ---------- | ---------------------- |
| 本 | 地下鉄植田 | 天白図書館（巡回） | 島田       | 塩釜口     | 植田寮     | 植田山住宅 | 植田大久手 | 植田中央公園 | 地下鉄植田 | 左右回り （→が右回り） |

地域巡回バスの1つ。従来の〔天白区〕（現：〔植田12〕）の大回りの経路を天白福祉会館や植田大久手などに立ち寄るように少し膨らませた経路になっている。2015年4月からは17時台にも追加運行されている。

### 瑞穂巡回系統
|    | 起点   | 主な経由地 | 主な経由地 | 主な経由地 | 主な経由地   | 主な経由地 | 主な経由地 | 主な経由地 | 主な経由地 | 主な経由地 | 主な経由地 | 主な経由地 | 主な経由地 | 主な経由地   | 主な経由地            | 主な経由地 | 主な経由地 | 主な経由地   | 主な経由地   | 終点   | 備考                   |
| -- | ------ | ---------- | ---------- | ---------- | ------------ | ---------- | ---------- | ---------- | ---------- | ---------- | ---------- | ---------- | ---------- | ------------ | --------------------- | ---------- | ---------- | ------------ | ------------ | ------ | ---------------------- |
| 本 | 新瑞橋 | 津賀田神社 | 地下鉄堀田 | 牛巻       | 瑞穂運動場西 | 瑞穂区役所 | 桜山       | 高田町     | 瑞陵高校   | 豆田町     | 高辻       | 桜山       | 菊園町一   | 瑞穂運動場東 | 総合リハビリ センター | 弥富桜ヶ丘 | 中根       | 瑞穂運動場東 | 瑞穂グランド | 新瑞橋 | 左右回り （→が右回り） |

地域巡回バスの一つである。2004年までは公共施設関連系統の〔瑞穂区〕であった。
〔瑞穂区〕は当初は御器所営業所の管轄で、名鉄神宮前 - 堀田通五 - 牛巻 - 瑞穂通六（現・瑞穂運動場西） - 瑞穂区役所 - 御器所通（瑞穂運動場西からは〔神宮11〕とは逆に北上していた）というシンプルな経路であったが、1994年の再編で御器所営業所が一時閉所になることから当営業所に管轄が変更となり、同時に従来のルートのうち瑞穂通六 - 御器所通が地下鉄桜通線と重複することから、経路が名鉄神宮前 - …… - 瑞穂区役所 - 市大薬学部 - 山下通（現・瑞穂運動場東） - 清水ヶ岡 - 弥富桜ヶ岡 - 中根と変更された。
2000年の再編で新瑞橋を起終点とする循環型の経路に変更するのと同時に瑞穂区役所 - 大殿町間が川澄町経由に変更となる。
2004年の〔瑞穂区〕→〔瑞穂巡回〕の再編では瑞穂区役所 - 川澄町間を瑞陵高校経由に、また中根 - 新瑞橋間を瑞穂運動場東経由に変更した。2011年に都市計画道路豆田町線が開通したため経路を若干変更し、牛巻で右折して大喜・高辻・菊園町1を経由するものを〔大まわり〕、堀田通5を右折して博物館に至るものを本線として運行したが、2015年4月の再編で統合された。なお、この統合により妙音通駅を経由する市バスが消滅した。
現在は、新瑞橋⇔津賀田神社⇔地下鉄堀田⇔大喜⇔瑞穂区役所⇔桜山⇔高田町⇔堀田通五丁目⇔高辻⇔桜山⇔川澄町⇔瑞穂福祉会館北⇔瑞穂運動場東⇔清水ヶ岡⇔昭和高校前⇔弥富通三丁目⇔瑞穂グランド⇔弥富通一丁目⇔新瑞橋　以上のルートを経由し、右、左回りがある。区内のほぼ全域をカバーしており、停留所の数も50ヶ所を超える。全区間通しの場合はかなり時間がかかるが、桜山 - 地下鉄堀田など地下鉄では乗り換えが必要な区間を直通で結んでおり利便性が高いところも存在する。
平成30年4月1日より、瑞穂保健所停留所の名称が同市の保健所組織改正に伴う名称変更より、瑞穂保健センター停留所に変更された。
1時間に1本の運転。野並車庫が名鉄バスに委託された2010年の再編で一旦御器所営業所に移管されたが、翌2011年の再編で再び野並担当に戻された。

### 出入庫系統
|                   | 起点         | 主な経由地 | 主な経由地 | 主な経由地 | 主な経由地 | 主な経由地 | 主な経由地           | 終点         |
| ----------------- | ------------ | ---------- | ---------- | ---------- | ---------- | ---------- | -------------------- | ------------ |
| 出入庫（地鳴.瑞） | 地下鉄鳴子北 | 野並       | 笹原       | 昭和高校前 | 弥富桜ケ岡 | 清水ケ岡   | 総合リハビリセンター | 瑞穂運動場東 |

本系統は瑞穂運動場東を始発着とする〔金山14・15・16〕および〔栄20・本〕の間合い運用に該当する。現在の経路になったのは2004年の再編からで、それまでは清水ヶ岡までの運行（系統番号は［野.清］）だった。また、朝の時間帯の出庫のみ八事を経由する便（系統番号は［野.八.清］）があった。
2011年3月27日より、停留所の名称が野並車庫→地下鉄鳴子北となったため、系統番号も〔野.瑞〕→〔地鳴.瑞〕となった。
現在、平日・土休日とも一日に10本程度運行されている。

## 副担当路線

### 幹鳴子1号系統
- 詳細は名古屋市営バス緑営業所#幹鳴子1号系統を参照。

### 金山11号系統
- 詳細は名古屋市営バス御器所営業所#金山11号系統を参照。

## 地下鉄鳴子北バス停留所

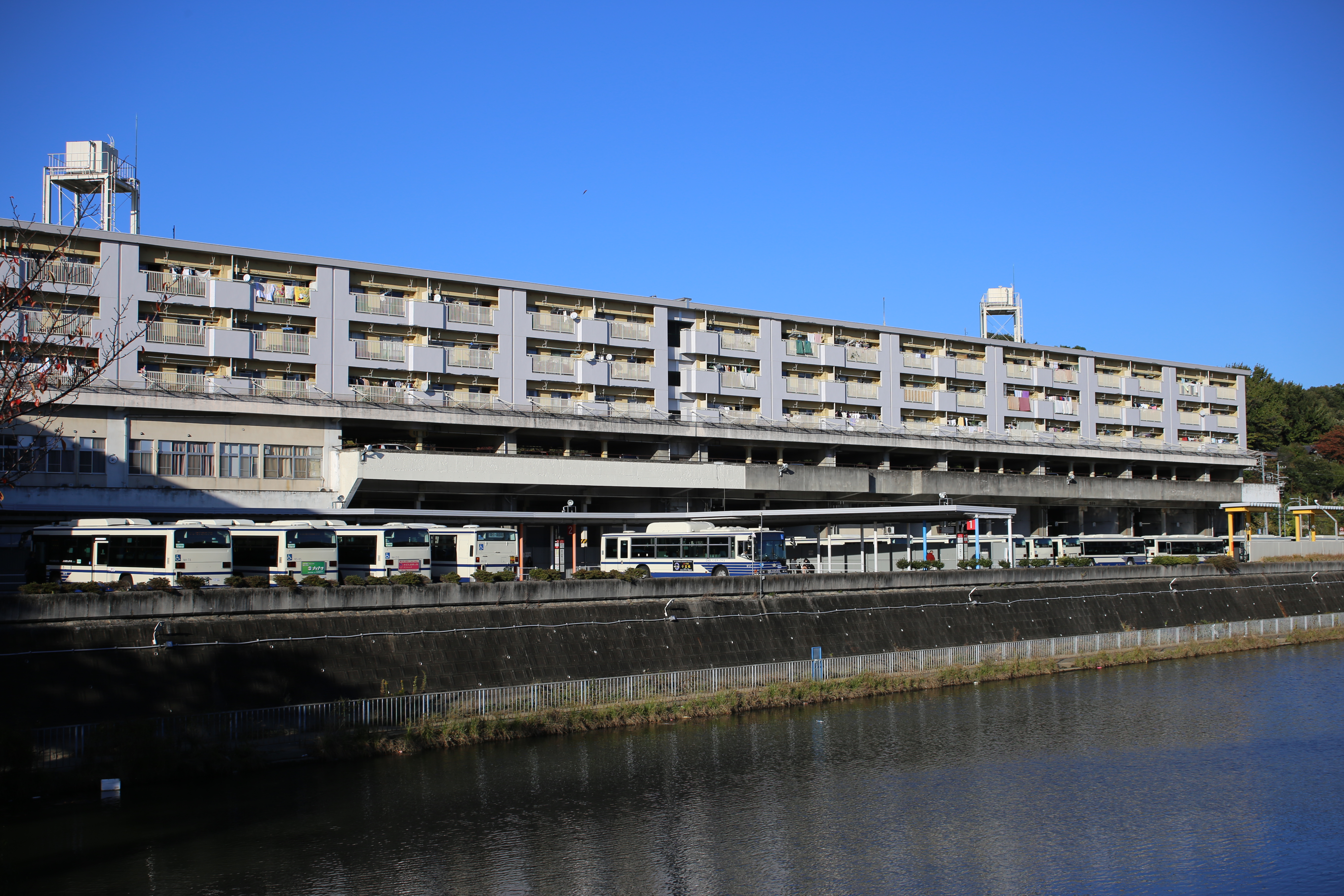
バスターミナル（2015年11月）

野並営業所の敷地内にあるバスターミナルに設置されている。2011年3月開業した名古屋市営地下鉄桜通線の鳴子北駅への最寄りバス停である。地下鉄開業前は「野並車庫」という名称であった。発着する系統は地下鉄鳴子北駅の項を参照。なお、当バス停を跨いで運行される系統はない。バスターミナルは営業所の敷地を使用して設置されたため、ターミナル内での夜間滞泊も行われている。
車庫への入口はバスターミナル側に、出口は東側(地下鉄鳴子北駅1番出入口付近)に位置する。いずれの出入口も地下鉄開業前から存在する。

## 車両
2011年9月現在、70両を保有している。元々は日産ディーゼル（現在はUDトラックス）製の車両で統一されていたが、入札制の導入や営業所の再編により、現在では他メーカーの車両も多数配置されている。
配属されている車両は、以下のとおりである。ワンステップバス、ツーステップバスは配属されていない。
- ノンステップバス：NH・NS・NN・NF、NMH・NMS